# Stanisław Schönfeld
Stanisław Schönfeld (ur. 11 czerwca 1882 w Warszawie, zm. 25 kwietnia 1955 w Warszawie) – polski artysta fotograf. Członek Fotoklubu Polskiego. Członek Zarządu Polskiego Towarzystwa Miłośników Fotografii. Redaktor naczelny „Fotografa Polskiego”.

## Życiorys
Stanisław Barnaba Schönfeld działalność fotograficzną rozpoczął w 1919 roku, wstępując w poczet członków Polskiego Towarzystwa Miłośników Fotografii, w którym w latach 1921–1924 pełnił funkcję wiceprezesa; w latach 1924–1928 funkcję prezesa.
Od 1927 roku był inicjatorem, pomysłodawcą i współorganizatorem Międzynarodowych Salonów Fotografii Artystycznej w Warszawie. Był organizatorem wystaw znanych i cenionych polskich fotografów. W latach 1925–1932 był redaktorem naczelnym miesięcznika ilustrowanego „Fotograf Polski”. W latach 1926–1929 pisał artykuły do „Miesięcznika Fotograficznego” i „Polskiego Przeglądu Fotograficznego”.
W 1931 roku został zaproszony i przyjęty w poczet członków Fotoklubu Polskiego.
Stanisław Barnaba Schönfeld zmarł 25 kwietnia 1955 roku w Warszawie, pochowany na Cmentarzu Ewangelicko-Augsburskim, przy ulicy Młynarskiej.

## Odznaczenia
- Srebrny Krzyż Zasługi (1939)[2]